# PricewaterhouseCoopers
PricewaterhouseCoopers, hay còn gọi là PwC, là một trong bốn công ty kiểm toán hàng đầu thế giới hiện nay (Big 4) cùng với Deloitte, Ernst & Young và KPMG. Vault Accounting 50 đã xếp PwC làm công ty kế toán uy tín nhất trên thế giới trong bảy năm liên tiếp, cũng như là một trong những điểm đến làm việc hàng đầu tại Bắc Mỹ.
Tính đến 2016, PwC là một mạng lưới các công ty ở 157 quốc gia, 743 văn phòng, với 223,468 nhân viên. Tính đến năm 2015, công ty có 22% nhân sự làm việc ở Châu Á, 26% ở Bắc Mỹ và Caribê và 32% ở Tây Âu. Doanh thu toàn cầu của công ty là 37,7 tỷ USD trong năm tài chính 2017, trong đó 16 tỷ đô la được tạo ra từ dịch vụ Assurance, 9,46 tỷ đô la từ dịch vụ thuế và 12,25 tỷ đô la từ dịch vụ tư vấn. PwC cung cấp dịch vụ cho 422/500 công ty Fortune 500.
Công ty được thành lập vào năm 1998 bởi sự sáp nhập giữa Coopers & Lybrand và Price Waterhouse. Tên giao dịch của công ty được rút ngắn thành PwC trong tháng 9 năm 2010 như một phần của việc tái định vị thương hiệu.
Tính đến năm 2016, PwC là công ty tư nhân lớn thứ 5 ở Mỹ.